# 堅粕
堅粕（かたかす）は、福岡県福岡市博多区の地名。現行の行政地名は大字堅粕及び堅粕一丁目から五丁目まで。面積は49.58ヘクタール。2023年3月末現在の人口は5,082人。郵便番号は812-0043。

## 概要
福岡市博多区の北東部、御笠川河口付近の東岸に位置し、同じ博多区の千代、吉塚と隣接している。国道3号や国道202号、福岡県道550号浜新建堅粕線といった幹線道路に面しており、市営住宅が建つなど主に住宅地となっている。

## 歴史

### 町域の変遷
| 住居表示実施後           | 実施年月日         | 住居表示実施前（各大字の一部） |
| ------------------------ | ------------------ | --- |
| 堅粕一丁目から堅粕五丁目 | 1970年（昭和45年） | 米屋町・御川町・伏見町・川原町・東本町・中学通・御笠町・御笠本町・上御笠町・上南町・吉野町・福博町・堅粕日ノ出町・潟洲町・白鷺町・大字西堅粕 |

## 人口
大字堅粕及び堅粕一丁目から五丁目までを合計した人口の推移を福岡市の住民基本台帳（公称町別）に基づき示す（単位：人）。集計時点は各年9月末現在である。
- 2001年（平成13年）：4,785
- 2002年（平成14年）：4,812
- 2003年（平成15年）：4,815
- 2004年（平成16年）：4,788
- 2005年（平成17年）：4,787
- 2006年（平成18年）：4,799
- 2007年（平成19年）：4,905
- 2008年（平成20年）：4,899
- 2009年（平成21年）：5,001
- 2010年（平成22年）：4,970
- 2011年（平成23年）：5,043
- 2012年（平成24年）：5,069
- 2013年（平成25年）：5,126
- 2014年（平成26年）：5,155
- 2015年（平成27年）：5,216
- 2016年（平成28年）：5,194
- 2017年（平成29年）：5,330
- 2018年（平成30年）：5,267
- 2019年（令和元年）：5,103
- 2020年（令和2年）：5,131
- 2021年（令和3年）：5,153
- 2022年（令和4年）：5,119

## 主な施設

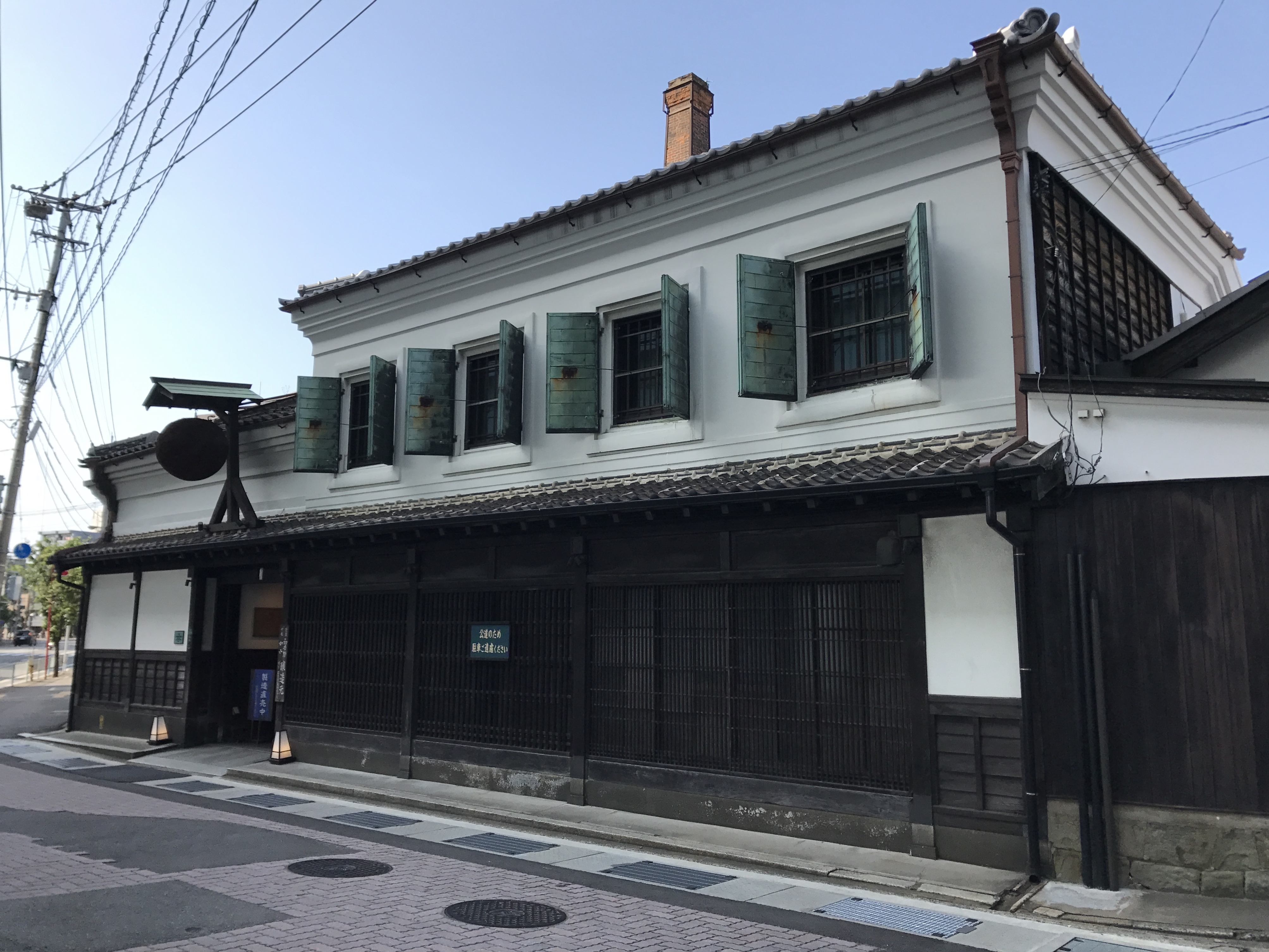
石蔵酒造 博多百年蔵

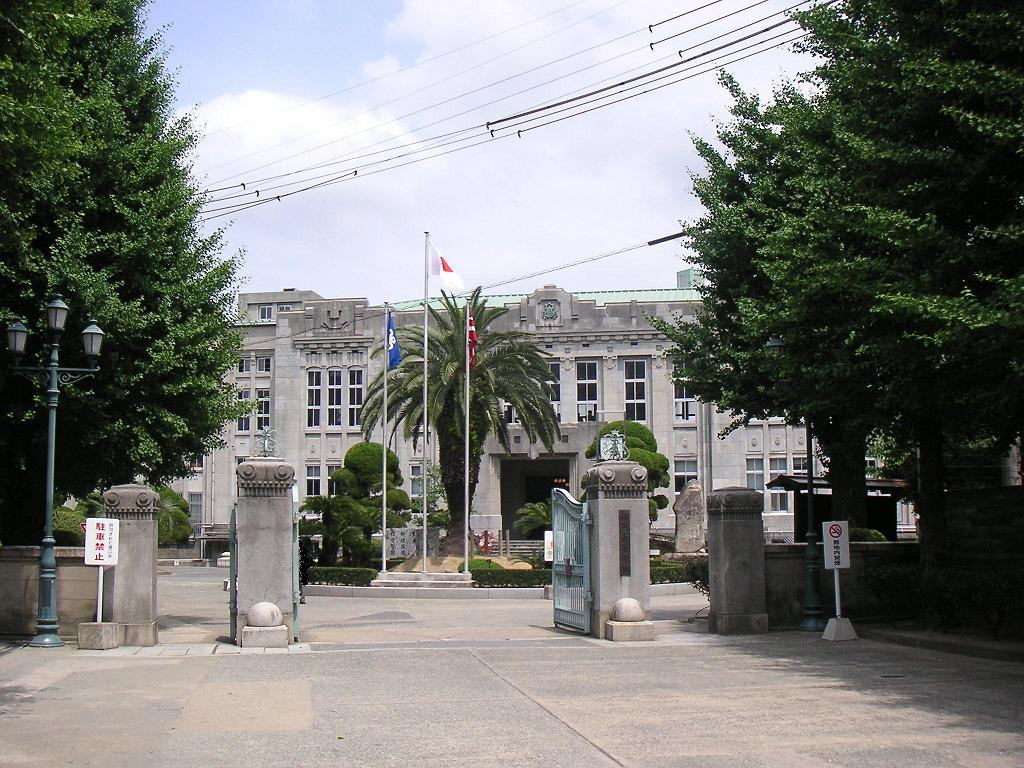
福岡県立福岡高等学校

- JR九州バス本社
- 石蔵酒造 博多百年蔵[6]
- ホテル エトス・イン博多
- 博多新劇座[7]

### 教育施設
- 福岡県立福岡高等学校

## 交通

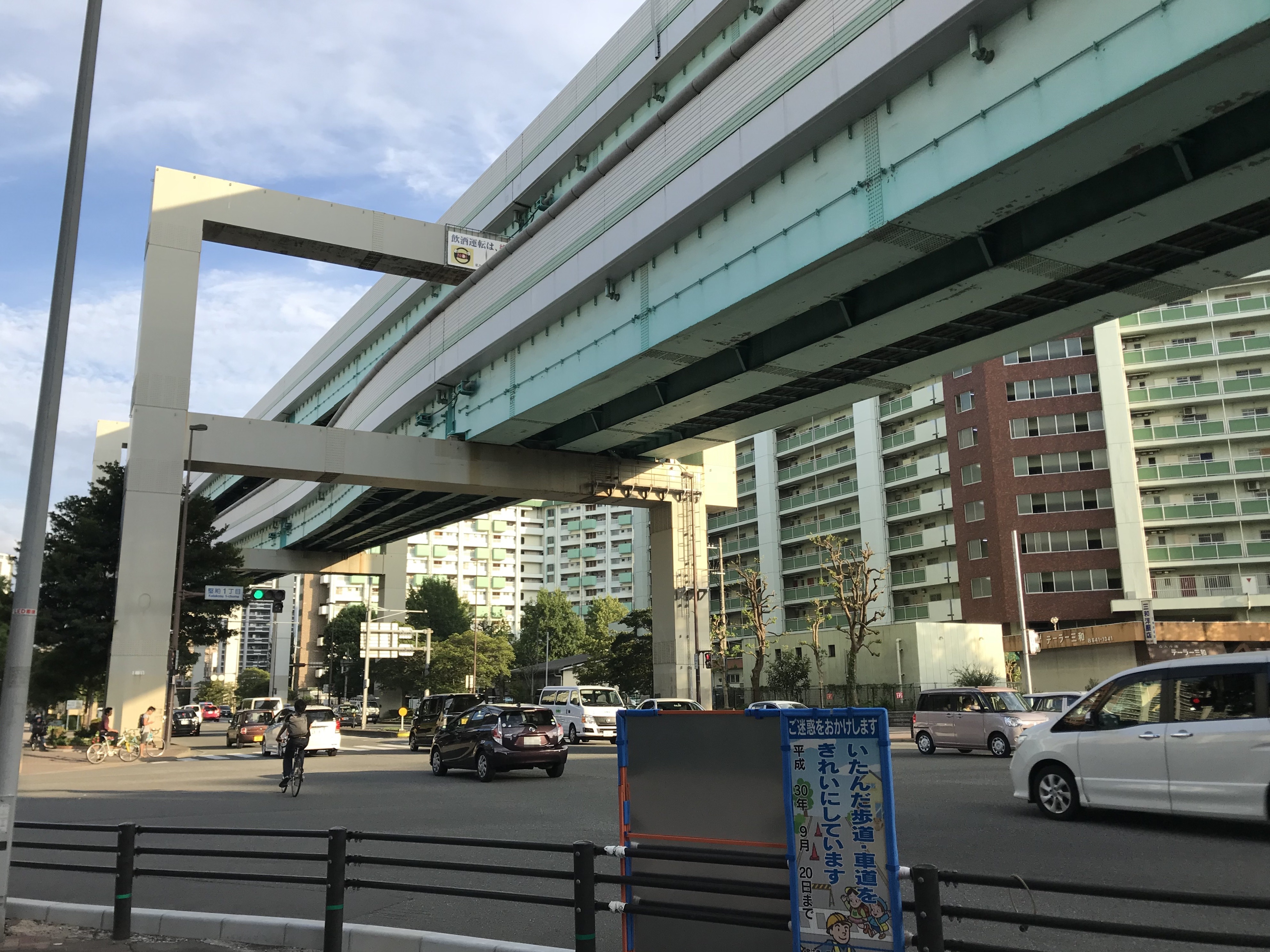
堅粕1丁目交差点

### 道路
- 国道3号
- 国道202号
- 福岡県道550号浜新建堅粕線
- 空港通り
- 福岡高速環状線2号線

### 鉄道
町内に鉄道駅はないが、JR九州の鹿児島本線と篠栗線、JR西日本の山陽新幹線が走っている（いずれも高架）。

### バス
- 西鉄バス
  - 堅粕一丁目